# La notte etterna
La notte etterna è una canzone della cantautrice francese  Emma Shapplin. Fa parte del suo secondo album, Etterna, registrato nel 2002 ed è stato utilizzato nel 2006, in una speciale versione, per la campagna promozionale del Ferrero Rocher.

## La canzone
Il testo è scritto in lingua italiana arcaica. Molti critici ne hanno evidenziato la struttura particolarmente esoterica, ovvero di ardua comprensione. Il discorso non segue una sintassi coerente e molte parole sono accentate in modo errato (per esempio la parola "èsule" viene restituita come "esùle" mentre il termine "infelìce" viene pronunciato una prima volta "infèlice" e una seconda, subito dopo, con la terminazione piana corretta). Infine, ad ogni ritornello, vienne salmodiata la parola "tramene", che non appartiene al lessico italiano. In realtà nel vocabolario è presente la parola "tramenìo", termine del XVII secolo che sta a significare la molestia del caos o un rumore assillante. Un altro possibile significato - individuato dalla critica - rimanda all'invocazione religiosa del medioevo Trans Mea Culpae heu Domine, dalla quale potrebbe derivare una contrazione come "tramene".
Un'altra possibile interpretazione ricongiungerebbe la parola tramene ad una contrazione dell'espressione me ne trae / mi trae (laggiù), ma, in assenza di esplicazioni dell'autrice ogni via risulta essere veridica come erronea.
Il tono generale del canto è maestoso e languido, come se fosse espresso da una figura angelica - caduta e poi  risorta - oppure da un'anima inquieta che riflette sul proprio stato di infelicità.
Sempre a parere della critica, il brano riflette in ogni caso l'effetto desiderato del lento incedere dell'anima nel suo stato d'etere fino al limite delle inquietudini umane.